# اوزه‌ویل-تولوزان
اوزه‌ویل-تولوزان (به فرانسوی: Auzeville-Tolosane) یک کمون در فرانسه است که در اوت-گارون واقع شده‌است. اوزه‌ویل-تولوزان ۶٫۶۶ کیلومتر مربع مساحت دارد ۱۶۷ متر بالاتر از سطح دریا واقع شده‌است.